# Ulleruds församling
Ulleruds församling var en församling i Karlstads stift och i Forshaga kommun. År 2013 uppgick församlingen i Forshaga-Munkfors församling.

## Administrativ historik
Församlingen bildades  2006, då Nedre Ulleruds församling sammanlades med Övre Ulleruds församling och församlingen utgjorde därefter till 2013 ett eget pastorat. År 2013 uppgick församlingen i Forshaga-Munkfors församling.

## Kyrkor
- Nedre Ulleruds kyrka
- Övre Ulleruds kyrka